# Jan Němec
Jan Němec (Praga, 12 de julio de 1936 – 18 de marzo de 2016) fue un director de cine checo, que destacó sobre todo por su trabajo en la década de los 60. El cistoriador de cine Peter Hames describió a Nemec como el "enfant terrible de la Nueva Ola Checoslovaca."

## Biografía
La carrera de Němec como cineasta comenzó a finales de la década de 1950 cuando asistió a la FAMU. En ese momento, Checoslovaquia era un estado comunista subordinado a la URSS, y la expresión artística y pública estaba sujeta a censura y revisión gubernamental. Sin embargo, gracias en gran parte al fracaso del cine puramente propagandista de principios de la década de los 50 y a la presencia de personas importantes y poderosas como Jan Procházka dentro de la industria cinematográfica checoslovaca, la década de los 60 condujo al reconocimiento internacional de una generación checoslovaca que se conoció como la Nueva Ola Checoslovaca, en la que Němec participó.

### Profesional
Para la graduación, Němec adaptó un cuento corto de Arnošt Lustig basado en la experiencia del autor del Holocausto. Němec volvería a la escritura de Lustig para dirigir la influyente película Diamantes de la noche (1964), también basada en el Holocausto. 
Esa película sigue la historia de dos niños que escapan de un tren que los lleva a un campo de concentración. Se destaca por su mirada subjetiva dramática de la experiencia del Holocausto utilizando técnicas experimentales que incluyen flashbacks, alucinaciones simuladas y un inusual doble final que deja al espectador con la duda sobre el destino de sus protagonistas. Fue su primer gran éxito y, si bien pasó las revisiones de la censura, ayudó a sentar las bases del movimiento político que se avecinaba. Desde entonces, la película ha sido considerada un hito estético y técnico en la exploración de la experiencia humana en condiciones extremas.
Su obra más conocida es La fiesta y los invitados (1966). Su trama gira en torno a un grupo de amigos que son invitados a un banquete extraño por un carismático sádico, interpretado por Ivan Vyskočil, que intimida a la mayoría de ellos para lograr una conformidad ciega mientras son brutalmente perseguidos. La película recibió una recepción particularmente mala por parte de las autoridades, ya que Vyskočil en la película tenía un parecido notable a Lenin, aunque según Peter Hames esto fue accidental. Además, el elenco estaba formado por varios intelectuales checoslovacos disidentes de la época, incluido Josef Škvorecký. La película fue vista como tan subversiva para el estado que se dijo que Antonín Novotný, el presidente, "trepaba las paredes" al verla y se consideró el arresto de Němec por subversión.
Sin embargo, antes de que las consecuencias políticas de esto surtieran efecto, logró que se aprobara un rodaje más: Martyrs of Love (1966). Quizás en consideración a los problemas previos que había sufrido, la película era completamente apolítica, pero sin embargo su estilo lírico surrealista no hizo recuperar el cariño de las autoridades. En 1967 Němec realizó un cortometraje "Madre e hijo" (1967) durante tres días en el festival de cine de Ámsterdam. La película ganó un premio en el Festival de Cine de Oberhausen. 
Estaba en medio de la filmación de un documental sobre la Primavera de Praga para un productor estadounidense cuando ocurrió la invasión del Pacto de Varsovia. Pasó de contrabando sus imágenes de la invasión a Viena, donde fue transmitida por la televisión austriaca. Editó el metraje junto al documental Primavera de Praga y la estrenó como "Oratorio de Praga". Recibió ovaciones en el Festival de Cine de Nueva York en el otoño de 1968. Las imágenes de Němec eventualmente serían utilizadas por innumerables organizaciones de noticias internacionales como imágenes de archivo de la invasión. La adaptación cinematográfica de Philip Kaufman de " La insoportable levedad del ser" (1988) utilizó imágenes de la película. Němec ejerció el papel de asesor en esa película.
Němec fue despedido de Barrandov y posteriormente solo hizo un documental corto sobre la ambulancia Mezi 4-5 minutou en 1972. Emigró en 1974. El gobierno le advirtió que "... si regresaba, encontrarían alguna excusa legal para meterlo en la cárcel ". Desde 1974 hasta 1989, vivió en Alemania, París, los Países Bajos, Suecia y en Estados Unidos, donde estuvo doce años. Incapaz de trabajar en el cine tradicional, fue pionero en el uso de cámaras de video para grabar bodas, incluida la documentación de las nupcias de la familia real sueca.
Tras la caída del comunismo en Checoslovaquia en 1989, regresó a su país natal, donde realizó varias películas, entre ellas Code Name Ruby (1997) y Late Night Talks with Mother (2000), que ganó el Leopardo de Oro en Locarno. Desde1996, ejerció de profesor en la FAMU.
En 2014, protestó con el presidente de la República Checa Miloš Zeman devolviendo las medallas que le entregó el primer presidente de la República Checa Václav Havel.

### Vida personal
Se casó con la directora artísitvca y guionista Ester Krumbachová en 1963. Se divorciaron en 1968. En 1970 se casó nuevamente con la cantante Marta Kubišová, matrimonio que duró hasta 1973. Su tercera mujer fue Veronica Baumann, profesora de checo en 1984 y se divorciaron en 2003. Su ñultimo matrimonio fue con la montadora Iva Ruszelakova poceo después. En mayo de 2003, Němec fue padre por primera vez.

## Filmografía

### Director
- The Loaf of Bread (1960) corto
- Diamantes de la noche (Démanty noci) (1964)
- Las perlas del fondo del agua (segmento "Podvodníci") (Perlicky na dne) (1966)
- La fiesta y los invitados (O slavnosti a hostech) (1966)
- Martyrs of Love (Mucedníci lásky) (1967)
- Oratorio for Prague (1968)
- The Flames of Royal Love (Strahovská demonstrace) (1990)
- Code Name: Ruby (Jmeno kodu: Rubin) (1996)
- Late Night Talks with my Mother (Nocní hovory s matkou) (2001)
- Landscape of My Heart (Krajina mého srdce) (2004)
- Toyen (2005)
- The Ferrari Dino Girl (2009)
- Heart Beat 3D (2010)
- The Wolf from Royal Vineyard Street (2016)

## Enlaces exernos
- Jan Němec en Internet Movie Database (en inglés).

- Datos: Q82022
- Multimedia: Jan Němec (film director) / Q82022